# Región temporal
La región temporal humana se encuentra ubicada en la parte externa del cráneo, inferior a la región occipitofrontal, superior a las regiones maseterina, parotídea, y posterior a la zona orbitaria. En su parte anterior se aprecia un relieve formado por la rama terminal de la arteria temporal superficial.

## Límites
Delimitación desde una vista externa
- Superior: Se encuentra limitada por la línea temporal superior
- Anterior: Ubicada la apófisis cigomática y borde postero-superior del hueso cigomático.
- Inferior: Arco cigomático.

## Planos
Piel:
La zona se encuentra cubierta por cabello en su parte superior y posterior, en su parte anterior e inferior se encuentra lampiña, flexible y fina.
Tejido Subcutaneo:
Posee numerosas glándulas sebáceas y sudoríparas en la zona posterior y superior. Anteriormente se vuelve laxo y permite el deslizamiento de la aponeurosis epicraneal. Se encuentran la mayor cantidad de vasos.
Capa muscular aponeourotica superficial:
En este plano se encuentran ubicados, prolongaciones de la aponeurosis epicraneal previamente descripta, y los músculos auriculares superior y anterior que nacen de esta.
Plano Esquelético
1. Hueso Frontal
2. Ala mayor del Esfenoides
3. Porción escamosa del Hueso temporal
4. Hueso Parietal

Estos huesos se encuentran unidos por suturas cuyo conjunto constituye el punto PTERION.

## Contenido
Celda temporal : Debajo del músculo temporal entre él y el plano óseo asciende:
a) Las 3 arterias temporales profundas anterior, media y posterior.
b) Los tres nervios temporales profundos anterior medio y posterior.
c) Los nervios temporales profundos anterior (N. Bucal), Medio (N. Maxilar Inferior) y Posterior (del N. Maseterico).

### Vasos y Nervios
Arterias:
a) Arteria Temporal Superficial: Asciende a la Región por delante del trago. Por encima del arco cigomático se divide en sus ramas terminales, Parietal y Frontal, las que se dirigen hacia la región epicranial.
b) Arteria Temporal Profunda (Rama de la A. Temporal Superficial):
Perfora la aponeurosis y se hace subaponeurotica.

### Venas
Muchas venas satélites drenan en la V. Temporal Superficial, Ubicada por detrás de la arteria y por delante del NervioAuriculotemporal.

### Linfáticos
Termina en los nódulos linfáticos parotideos y mastoideos.

### Nervios
A) Motores: Provienen del N.Facial e inervan a los músculos auriculares anterior, posterior, frontal, corrugador de la ceja, procero y orbicular de los párpados.
B) Sensitivos:
1) N.Temporomalar
2) N.Auriculotemporal: Asciende por delante de trago y detrás de los vasos temporales y superficiales.

## Consideraciones clínicas
Al ser una región superficial, la temporal es fácilmente observable a simple vista o inspeccionable con palpación. A simple vista se destacan las zonas cubiertas por el cuero cabelludo y las descubiertas.
Por palpación se realiza el examen físico del músculo temporal, así como la búsqueda de zonas dolorosas. En el plano profundo también se puede examinar la pared ósea de la región.
La actividad del músculo temporal se explora fácilmente mediante electromiografía, con la colocación de electrodos de superficie o profundos. Constituye una vía de acceso para la recolocación del arco cigomático, cuando se produce una fractura con desplazamiento de esta estructura.